# 総社町 (岡山県)
総社町（そうじゃちょう）は、岡山県吉備郡にあった自治体である。

## 概要
廃止直前の旧町域は、現在の総社市中央・駅前の各一部、総社・井手（旧総社村）、門田・井尻野・小寺・福井・刑部（旧浅尾村）、富原・下原・上原・八代（旧神在村）、窪木・南溝手・北溝手・金井戸・長良（旧服部村）、秦・福谷（旧秦村）、三須・上林・下林・赤浜（旧三須村）に当たる。

## 沿革
- 1875年（明治8年）9月25日 - 八田部村・清水村・井手市場村・井手村・金井戸村が合併して総社村となる[2]。
- 1883年（明治16年）2月15日 - 連合戸長役場制度発足により、賀陽郡第九部戸長役場を総社村に設置し同村を管轄[2][3]。
- 1884年（明治17年）8月13日 - 総社村が総社村（旧八田部村および清水村）、井手村（旧井手市場村および井手村）、金井戸村に分村する。この3ヶ村の村務は引き続き第九部戸長役場で行われた[2][3]。
- 1889年（明治22年）6月1日 - 町村制の施行により、総社村と井手村が合併して村政施行し、総社村が発足。役場を大字総社に設置[2][3]。
- 1896年（明治29年）2月26日 - 総社村が町制施行して総社町（初代）となる[2]。
- 1900年（明治33年）4月1日 - 下道郡と賀陽郡が合併して吉備郡となる。郡役所を総社町に設置。
- 1908年（明治41年）2月11日 - 総社町（初代）と浅尾村が合併し、新たに総社町が発足[2]。
- 1951年（昭和26年）4月1日 - 神在村と服部村を編入[2]。
- 1954年（昭和29年）3月1日 - 秦村と都窪郡三須村を編入[2]。
- 1954年（昭和29年）3月31日 - 新本村・山田村・久代村・池田村・阿曽村および都窪郡常盤村と合併して総社市（初代）が発足。同日総社町廃止。

## 行政

### 歴代町長
| 代         | 氏名       | 就任年月日                | 退任年月日                 | 備考                        |
| ---------- | ---------- | ------------------------- | -------------------------- | --------------------------- |
| 1-2        | 池上達治   | 1889年（明治22年）9月19日 | 1896年（明治29年）11月4日  | 1896年2月25日までは総社村長 |
| 3          | 中川梅太郎 | 1897年（明治30年）1月29日 | 1900年（明治33年）不詳     |                             |
| 4          | 小山武一   | 1901年（明治34年）3月8日  | 1904年（明治37年）10月14日 |                             |
| 5          | 原勇吉     | 1907年（明治40年）1月22日 | 1908年（明治41年）2月10日  |                             |
| 参考文献 - |            |                           |                            |                             |

| 代         | 氏名         | 就任年月日                 | 退任年月日                 | 備考 |
| ---------- | ------------ | -------------------------- | -------------------------- | ---- |
| 初         | 蒔田広孝     | 1908年（明治41年）5月6日   | 1911年（明治44年）2月15日  |      |
| 2          | 蒔田広孝     | 1911年（明治44年）11月30日 | 1912年（明治45年）4月27日  |      |
| 3-7        | 池上勢平     | 1912年（大正元年）10月15日 | 1932年（昭和7年）2月26日   |      |
| 8          | 池上勢平     | 1933年（昭和8年）7月1日    | 1934年（昭和9年）6月16日   |      |
| 9          | 中島嘉一     | 1936年（昭和11年）11月6日  | 1939年（昭和14年）10月20日 |      |
| 10-11      | 田野口竹二   | 1941年（昭和16年）1月25日  | 1946年（昭和21年）10月6日  |      |
| 12         | 村木宗左衛門 | 1947年（昭和22年）4月5日   | 1949年（昭和24年）5月28日  |      |
| 13-14      | 柳本弘士智   | 1949年（昭和24年）7月20日  | 1954年（昭和29年）3月30日  |      |
| 参考文献 - |              |                            |                            |      |

## 交通

### 鉄道
- 吉備線：服部駅 - 総社駅 - 西総社駅
- 伯備線：西総社駅